# Unaussprechlichen Kulten
Lo Unaussprechlichen Kulten (in tedesco, letteralmente, "culti impronunciabili"), è uno pseudobiblion (un libro immaginario), conosciuto anche come Culti innominabili o Libro Nero. Si tratta di un testo di letteratura arcana appartenente ai Miti di Cthulhu. Questo libro appare per la prima volta nel racconto di Robert E. Howard intitolato Figli della notte (1931). Come nel caso del Necronomicon, verrà poi citato in numerosi scritti di  H. P. Lovecraft.

## Storia (fittizia)
Nell'invenzione di Howard, l'autore dello Unaussprechliche Kulte è Friedrich von Junzt. La prima edizione in tedesco del testo venne stampata a Düsseldorf nel 1839, ma poche copie delle edizioni in lingua originale sono sopravvissute fino a oggi. La prima edizione inglese è invece del 1845, ma contiene diversi errori di stampa e di traduzione. Nel 1909, la casa editrice newyorkese Golden Goblin Press diede alle stampe una nuova edizione in cui però c'erano numerose omissioni rispetto al testo originale. Presso la biblioteca della Miskatonic University è conservata sottochiave una copia dell'opera di von Junzt.
Il testo contiene informazioni relative ai culti per l'adorazione di divinità come Ghatanothoa e Bran, e include anche antichi geroglifici. Von Juntz utilizza più volte delle parole chiave connesse con particolari oggetti e luoghi, come per esempio la Pietra Nera e il Tempio del Rospo (probabilmente associato a Tsathoggua) in Honduras.
Conoscendo la tendenza di Lovecraft ad usare spesso il termine "innominabile" - con il duplice significato di impossibile/pericoloso da pronunciare - possiamo tradurre in lingua italiana con Culti innominabili.

## LoUnaussprechlichen Kultennella cultura di massa

### Nella letteratura
Il testo di von Junzt è menzionato (e in alcuni casi ne sono citati degli stralci) nelle seguenti opere letterarie:
- The Illuminatus! Trilogy (1975) di Robert Shea e Robert Anton Wilson
- The Keep (1981) di F. Paul Wilson
- Garden of Poisonous Flowers (2002) di Caitlin R. Kiernan
- The God of Dark Laughter di Michael Chabon
- Triumff: Her Majesty's di Dan Abnett
- Dylan Dog nr. 381 ("Tripofobia")
- Il respiro del sangue (2019) di Luca D'Andrea

### Nella musica
- Von Unaussprechlichen Kulten è il titolo di una canzone della band death metal dei Nile, contenuta nel loro album Annihilation of the Wicked (2005).
- Unaussprechlichen Kulten è una band death metal cilena, i cui testi spesso fanno riferimento ai Miti di Cthulhu.